# Aurelia Cionca
Aurelia Cionca (n. 16 mai 1888, București – d. 17 decembrie 1962, București), a fost o pianistă și profesoară de pian din România, care, printre alții, i-a avut ca studenți pe Dinu Lipatti, Dan Mizrahi și Eugen Ciceu.
În 1895 a avut loc la București prima întâlnire a reginei Elisabeta (Carmen Sylva) cu Aurelia Cionca, un copil-minune pe care regina a sprijinit-o apoi să devină pianistă. Mulțumită reginei, Aurelia Cionca a cântat din copilărie în fața unor muzicieni renumiți, ca Bronisław Huberman, Kubelik, Grunfeld și Pablo Sarasate.
A debutat în cariera concertistică la vârsta de 9 ani, când s-a afirmat ca un talent remarcabil. De pildă, la adunarea generală anuală a societății ASTRA ținută la Beiuș în august 1898, în cadrul obișnuitei «producțiuni literar-artistice» ce a urmat adunării propriu-zise s-a produs mica pianistă Aurelia Cionca, venită tocmai de la București.
Studiile începute în țară le-a completat la Conservatorul Regal de Muzică din Leipzig (1903-1906), unde a fost eleva favorită a profesorului Alfred Reisenauer, un pedagog renumit, elev al lui Franz Liszt.
A dat numeroase concerte în diferite orașe europene (Viena ori Leipzig, Varșovia, Berlin, Oranienburg sau Budapesta), bucurându-se pretutindeni de o deosebită prețuire. Concomitent a desfășurat o rodnică activitate pedagogică la Conservatorul din București.
Aurelia Cionca a fost și compozitoare. Între compozițiile sale se numără și „Patru balade galbene pe versuri de Lorca”.
A fost recompensată cu titlul de Artist Emerit.
Nina Cionca este nepoata sa de frate.

## Premieră
După ce a rămas necunoscută timp de 84 de ani, creația postumă a lui Liszt, „Rapsodia română”, descoperită în 1931 la Weimar de Octavian Beu, a fost interpretată în premieră la 17 decembrie 1931, de pianista Aurelia Cionca, la Ateneul Român din București. La 19 aprilie 1932, d-na Aurelia Cionca Pipoș, profesoară la Academia Regală de Muzică din București, a interpretat această lucrare în sala „Casinoului Militar” din Timișoara, cu ocazia turneului pe care l-a întreprins în centrele și orașele muzicale din Transilvania

## Distincții
- titlul de Artist Emerit al Republicii Populare Romîne (26 august 1954) „pentru merite excepționale în domeniul dezvoltării artei”[11]
- Ordinul Muncii clasa I (2 iunie 1959) „pentru activitate îndelungată și merite deosebite în munca artistică, [...] cu prilejul împlinirii vîrstei de 70 ani”[12]